# Oybek Bozorov
Oybek Bozorov (Koson, 7 de agosto de 1997) es un futbolista uzbeko que juega en la demarcación de delantero para el FC Nasaf de la Super Liga de Uzbekistán.

## Selección nacional
Tras jugar en varias categorías inferiores de la selección, finalmente hizo su debut con la selección de fútbol de Uzbekistán en un partido amistoso contra Bielorrusia que finalizó con un resultado de 0-1 tras el gol de Pável Nejáichik.

## Clubes
| Club     | País       | Año   | Partidos | Goles |
| -------- | ---------- | ----- | -------- | ----- |
| FC Nasaf | Uzbekistán | 2018- | 194      | 23    |